# Pain & Gain
Pain & Gain (hr. Bol & dobitak) američka je krimi-komedija koju je režirao Michael Bay, u glavnim ulogama su Mark Wahlberg, Dwayne Johnson i Anthony Mackie. Film je djelomično temeljen na priči iz 1999. godine, tj. seriji članaka iz novina Miami New Times po kojoj je kasnije Pete Collins napisao knjigu Pain & Gain: This is a True Story (2013.) koja govori o otmici, iznudi, mučenju i ubojstvu nekoliko žrtava bande iz teretane "Sun Gym". Naslov filma je parafraza uobičajene izreke atletičara: "Bez boli nema dobitka".
Film je premijerno prikazan 26. travnja 2013. te je doživio raspon kritika. S budžetom od $26 milijuna, film je postigao komercijalni uspjeh sa zaradom od preko $94,7 milijuna.

## Radnja
Film počinje 1995. godine, intrigant i fitness trener Daniel Lugo (Mark Wahlberg) nedavno je otpušteni osuđenik koji proveo neko vrijeme u zatvoru zbog prijevare o zdravstvenoj zaštiti. Vlasnik teretane Sun Gym, John Mese (Rob Corddry) unajmi Daniela kako bi povećao članstvo i napravio teretanu više usmjerenoj prema fitnessu. Lugo utrostruči članstvo teretane unutar 6 tjedana i sprijatelji se s kolegom trenerom Adrianom Doorbalom (Anthony Mackie). Doorbal, bodibilder, koristi steroide koji ga učine impotentnim. Lugo ubrzo postaje gramziv nakon što upozna milijunaša Victora Pepe Kershawa (Tony Shalhoub), imigranta iz Kolumbije i računovođu, te novog člana teretane za kojeg Lugo vjeruje da je "polukriminalac", tj. varalica/lopov. Nadahnut motivacijskim govornikom zvanim Johnny Wu (Ken Jeong), Lugo odluči postati "pozitivan" i smišlja plan da otme Kershawa zato da bi mu mogao prebaciti čitavu imovinu.
Lugo regrutira Doorbala i Paula Doylea (Dwayne Johnson) za asistente, Doyle, također nedavno otpušteni osuđenik i ovisnik o kokainu koji se preobratio kršćanstvu. Iako Doyle nije siguran da li bi se pridružio timu, uskoro uđe u svađu sa svojim svećenikom. "Sun Gym" banda dva puta neuspješno pokuša oteti Kershawa, prvi put kod njegove kuće jer ga nađu tijekom slavlja košera, a drugi jer su zamijenili tuđi BMW za Kershawovim. Ekipa ga uspije uhvatiti nakon što se vraća iz svog dućana sendviča, Doorbal (odjeven u kostim nindže) ga onesposobi elektrošokerom i zajedno ga s Lugom strpa u mali kombi, te ga odvedu u Victorovo skladište puno seks-igračka. Lugo glumi da ima kolumbijski naglasak, ali ga Kershaw identificira zato što Daniel ima prepoznatljivu kolonjsku. Shema ide kao i planirana: Kershaw obavlja nekoliko poziva, pod mučenjem, pruža lažna objašnjenja za svoj nestanak, govori svojoj obitelji da se presele nazad u Kolumbiju i potpisuje par dokumenata za prijenos imovine. Lugo dođe u banku s neobično potpisanim dokumentima, ali bankar kaže da dokumente treba ovjeriti javni bilježnik i da Kershaw more biti prisutan tijekom toga, Daniel kaže da je Kershaw u "Europi i spašava slonove", stoga Lugo podmiti Johna koji bez Victorove prisutnosti stavi pečat na dokumente.
Banda Sun Gyma prikupi Victorovu imovinu i novac, ali shvate da bi bila loša ideja ako ga puste. Zato Lugo natjera Kershawa da se napije čokoladnim likerom i zaleti sa svojim BMW-om u bager na gradilištu, tako da ispadne kao nesreća, no Doorbal je prije toga ostavio na Kershawu zakačeni pojas na sjedalu pa onda preživi sudar. Lugo zatim spali auto, ali Kershaw uspijeva izaći iz gorućeg vozila, a Doyle, koji se skoro sprijateljio s Victorom, nerado zaleti u njega i ostavi ga da umre. Bez da banda zna, Kershaw preživi i hospitaliziran je. Lugo, Doorbal i Doyle uživaju u Victorovom bogatstvu. Lugo uzme Kershawov auto i njegovu kuću u predgrađu Miamija; Doorbal oženi svoju liječnicu i koristi svoj dio novca za tretman; a Doyle napusti religiju i suzdržljivost, te sav novac potroši na kokain i novu curu striptizetu. 
Kershaw prijavi policiji što se dogodilo, ali mu ne vjeruju zbog njegovog neugodnog načina ponašanja i bizarnosti priče čak i kada im kaže ime svog trenera Daniela Lugoa, te zbog razine alkohola u krvi. Poslije kontaktira umirovljenog privatnog istražitelja Ed Du Boisa, III. (Ed Harris) koji prihvati slučaj i upozori Kershawa da napusti bolnicu prije nego što se ekipa vrati da ga dovrši. Kershaw posluša njegov savjet i pobjegne u motel. Du Bois pođe u teretanu Sun Gym gdje upoznaje Lugoa koji postane sumnjičav nakon što spomene ime Victor Kershaw. 
Kada Kershaw nazove Mesea zbog svojeg ukradenog novca, Lugo, Doyle i Doorbal dođu motel da ponovo ubiju Kershawa, ali su stigli prekasno jer se Victor već odjavio iz motela i skriva se u napuštenom bejzbolskom stadionu. Kada Lugo i Doorbal saznaju da je Victorova soba plaćena s Du Boisovom kreditnom karticom, odluče ga oteti iz njegovog doma. Dođu i pripreme se za akciju, ali odustanu jer policija došla s Du Boisom pred njegovu kuću. Kako bi izbjegli uhićenje, Lugo i Doorbal skaču u vodu. Du Bois dobije poruku od Kershawa i ode na stadion da ga odvede. U međuvremenu, Doyle je potrošio sav svoj udio novca i tijekom puta prema Doorbalovom vjenčanju, nadrogiran s kokainom pokuša opljačkati oklopljeni kombi. Nakon što je zgrabio vreće pune novca, Doyle bježi od policije i sakrije se u frizerski salon gdje mu boja iz novca pukne u lice, a zatim u pucnjavi s mosta skače u vodu i ostaje bez nožnog palca, jedva uspijevajući pobjeći od policije. Doorbal koji je također potrošio svu lovu na novi dom, tretman i vjenčanje, s Doyleom predloži još jednu otmicu. 
Za metu su si označili Franka Grigu, mađarskog imigranta koji se obogatio u industriji telefonskog seksa. Nakon obećavajuće prezentacije u Griginoj kući, ekipa pozove Franka i njegovu ženu u Doorbalovu kuću za jednu investicijsku shemu. Griga inzistira na sastanak s javnim odborom, s nekim tko ima više iskustva jer mu se ne sviđa Lugovo amatersko poslovno razumijevanje. Griga kaže da neke spomenute stvari, npr. kada Lugo tijekom prezentacije za Indijce pokaže Japance, su komične. To razbjesni Lugoa koji (ne)namjerno ubije Grigu. Frankova žena Krisztina vidi Grigu mrtvog i pokuša upucati Lugoa, ali joj Doorbal ubrizga injekciju za uspavljivanje konja. Lugo i Doyle pokušaju iskoristiti kodove koje su dobili od Krisztine tako da otvore sef u Frankovoj kući, no šifra ne valja. Krisztina se probudi i počne bježati, stoga joj Doorbal da još jednu injekciju, ubivši je slučajno. 
Lugo i Doorbal nabave opremu da raskomadaju trupla i stave ih u bačve, te bace u jezero, dok Doyle prži odrezane ruke da bi maknuo otiske prstiju. Doyle shvati što je postao sa svim tim nasiljem i napusti bandu i vrati se u crkvu. Policiji je prijavljen nestanak Grige i njegove žene, i s dokazom Du Boisa, sastave plan za uhićenje Sun Gym bande. Doyle je uhićen u crkvi, Doorbal kod kuće, a Mese u teretani. Lugo vidi raciju i pobjegne. Iako ga je udario policijski auto, uspijeva pobjeći s Victorovim gliserom prema Bahamima. Kershaw i Du Bois zaključe da Lugo ide po Kershawov skriveni bankovni račun u Bahamima i stoga se pridruže policiji tamo. Du Bois ga opazi u banci kod kaveza s kutijama novca. Du Bois ga upuca u nogu, a zatim se Kershaw zaleti autom u njega i onesposobi ga. Lugo je prevezen nazad u SAD gdje će mu se suditi s Doyleom, Doorbalom i Meseom. Tijekom suđenja, Doyle prihvati koncept priznanja i objasni sve što se dogodilo, a Doorbal i njegova žena Robin se rastanu. Du Bois komentira da ono za što su najviše bili krivi je to da su jedni veliki glupani, te da je poroti trebalo 14 minuta da ih osudi na smrt.
- Daniel Lugo osuđen je na smrt, uz dodatnih 30 dana u zatvoru jer bio "šupčina prema čuvaru".
- Adrian Doorbal je također dobio smrtnu kaznu.
- John Mese osuđen je na 15 godina u zatvoru, gdje je i umro.
- Ime Victora Kershawa je promijenjeno radi zaštite.
- Ime Sorine Luminite, Lugove i poslije Doyleove cure je promijenjeno. Trenutno nije filmska zvijezda.

Film završava s Lugovom rečenicom "To je američki san".

## Uloge
- Mark Wahlberg kao Daniel Lugo
- Dwayne Johnson kao Paul Doyle (temeljen na Carl Weeksu, Mario Sanchezu i Jorge Delgadou)
- Anthony Mackie kao Adrian "Noel" Doorbal
- Tony Shalhoub kao Victor Kershaw (pravo ime: Marc Schiller)
- Ed Harris kao det. Ed Du Bois, III.
- Rob Corddry kao John Mese
- Rebel Wilson kao Robin Peck
- Ken Jeong kao Johnny Wu
- Bar Paly kao Sorina Luminita
- Michael Rispoli kao Frank Griga